# Vzhůru Francie
Vzhůru Francie (francouzsky Debout la France), dříve Vzhůru republiko (francouzsky Debout la République, DLR), je francouzská gaullistická a republikánská politická strana, která vzniklá 23. listopadu 2008.

## Charakteristika
Na mezinárodní úrovní byla členem evropské strany EUDemokraté, která sdružuje euroskeptické politické strany zemí Evropské unie. Od roku 2015 je členem Aliance za přímou demokracii v Evropě (ADDE).
DLR zastává pozice tradičního gaullismu, staví se kriticky k NATO a k EU, prosazuje časté používání referenda.

## Volby
DLR má malou volební podporu, která je soustředěná v departementu Essonne.
V současné době má 2 poslance v Národním shromáždění.

## Volební výsledky

### Volby do Evropského parlamentu
| Volby | Počet hlasů | Hlasy v % | Počet mandátů |
| ----- | ----------- | --------- | ------------- |
| 2009  | 304 585     | 1,77 %    | 0             |